# Базарово (Дмитровский городской округ)
Базарово — деревня в Дмитровском районе Московской области, в составе городского поселения Икша. До 2006 года Базарово входило в состав Белорастовского сельского округа.

## Расположение
Деревня расположена в южной части района, недалеко от границы с Мытищинским, примерно в 18 км южнее Дмитрова, на правом берегу запруженной малой речки Базаровка, высота центра над уровнем моря 193 м. У восточной окраины деревни проходит автодорога А104 (Москва — Дубна). Ближайшие населённые пункты — посёлок Опытного хозяйства «Ермолино» на другой стороне шоссе, Икша на северо-востоке, Тефаново и Спас-Каменка на западе.

## Население
| 2002 | 2006 | 2010 |
| ---- | ---- | ---- |
| 66   | ↗92  | ↗104 |